# Folschviller
Folschviller – miejscowość i gmina we Francji, w regionie Grand Est, w departamencie Mozela.
Według danych na rok 1990 gminę zamieszkiwało 4 581 osób, a gęstość zaludnienia wynosiła 484 osób/km² (wśród 2335 gmin Lotaryngii Folschviller plasuje się na 94. miejscu pod względem liczby ludności, natomiast pod względem powierzchni na miejscu 634.).